# 新大嶼山巴士34線

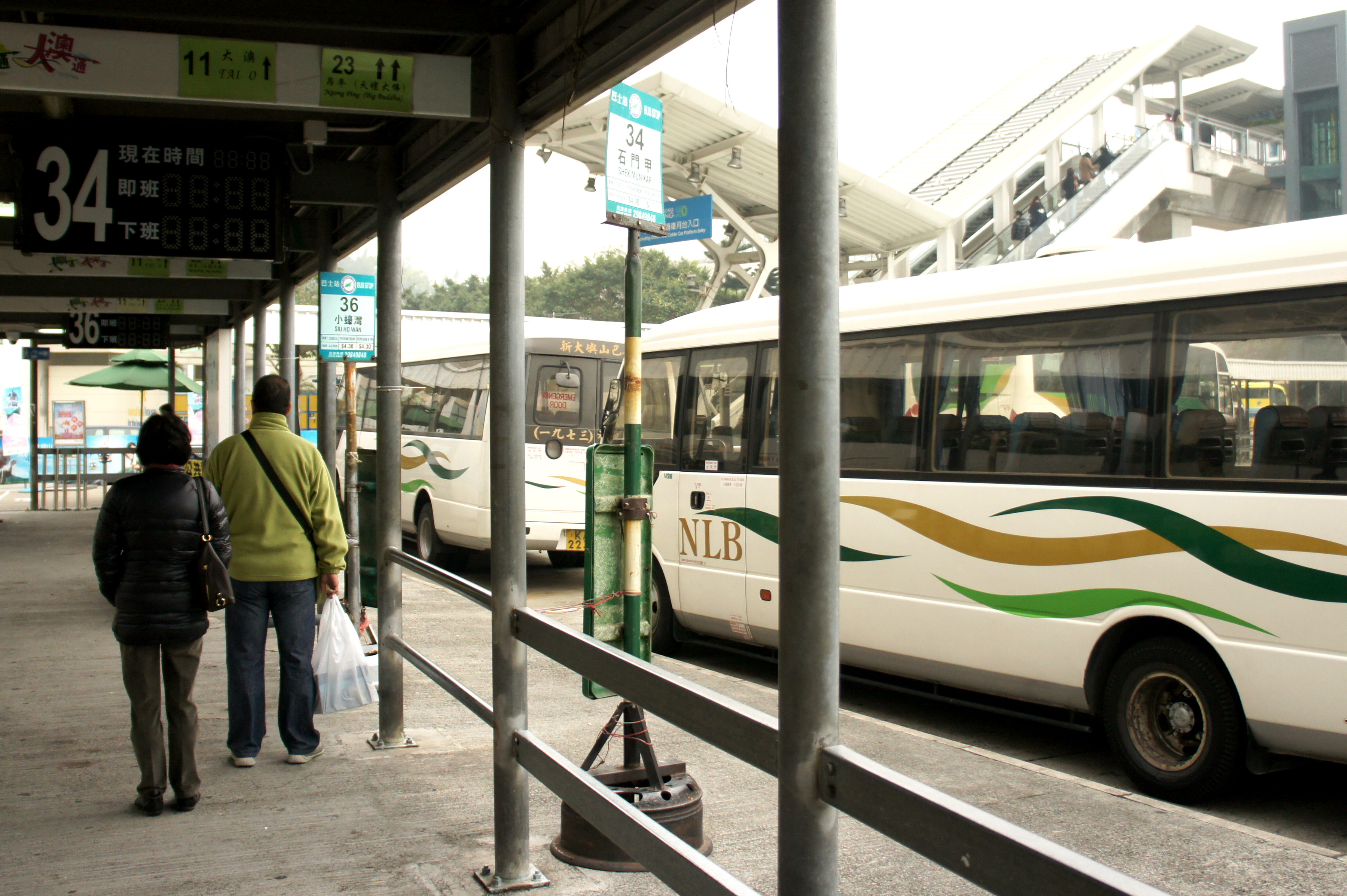
新大嶼山巴士34線為於東涌市中心的總站，右後方為東涌纜車站。

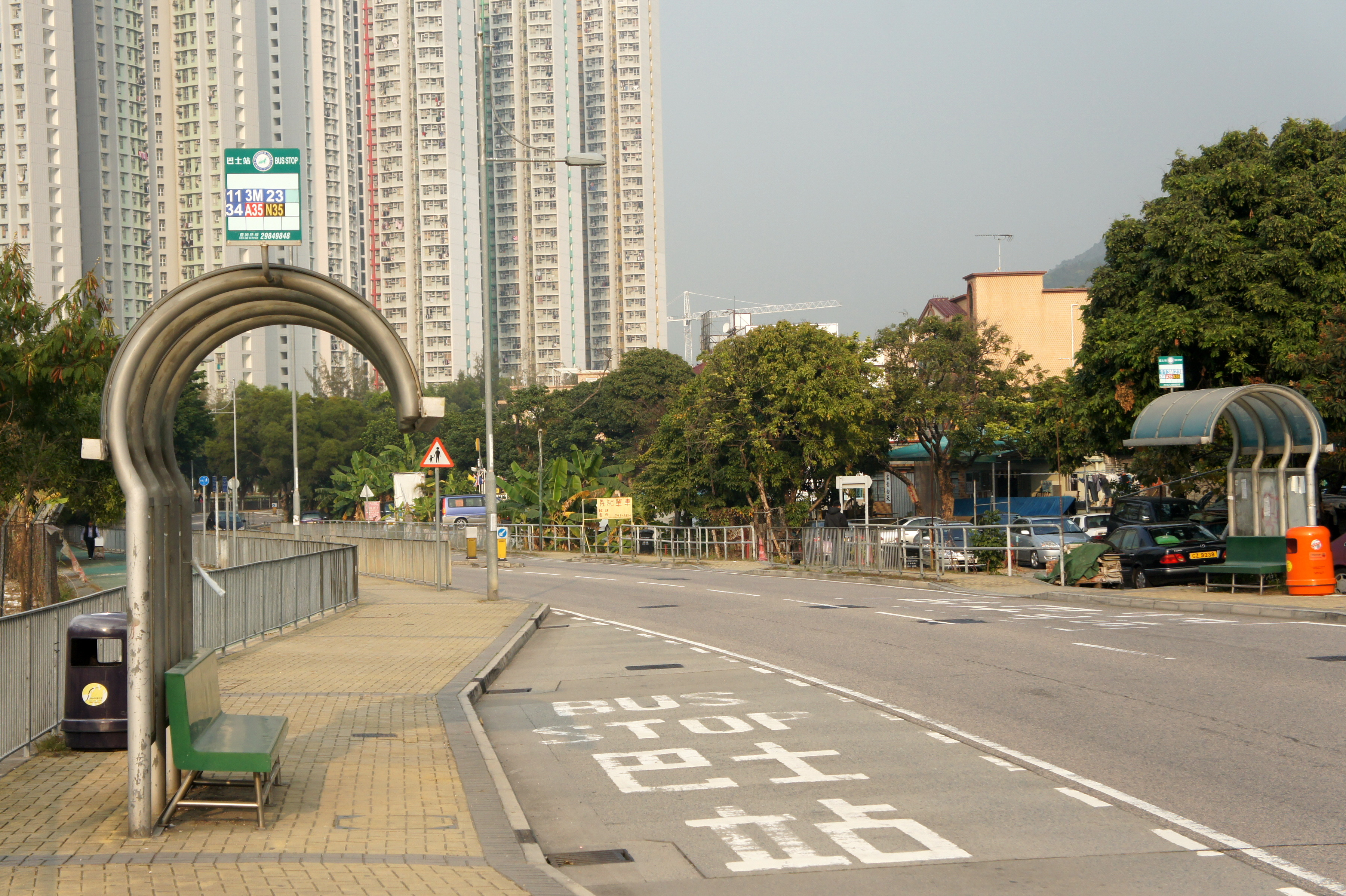
東涌道近黃家圍的巴士站，左後方為逸東邨。

新大嶼山巴士34線是香港大嶼山的一條巴士路線，來往東涌達東路巴士總站及石門甲，提供石門甲村及上下嶺皮來往東涌逸東邨及東涌市中心的巴士服務。

## 歷史
- 1997年8月16日：本線投入服務，為配合青嶼幹線通車而開辦。
- 2003年8月27日：本線取消假日收取較高收費的措施，避免該帶村民認為不公平。
- 2006年2月6日：本線來回程繞經逸東巴士總站。
- 2007年1月9日：本線來回程不再經馬灣涌（東涌舊碼頭）。
- 2016年2月13日：除平日07:55石門甲開出的班次外，來回所有班次途經赤立角新村。[1]
- 2020年7月13日：本線平日往東涌方向增加班次。[2]

## 服務時間及班次
| 東涌達東路巴士總站開 | 東涌達東路巴士總站開 | 東涌達東路巴士總站開 | 東涌達東路巴士總站開 | 東涌達東路巴士總站開 | 東涌達東路巴士總站開 |
| 星期一至六           | 星期一至六           | 星期一至六           | 星期一至六           | 星期一至六           | 星期一至六           |
| -------------------- | -------------------- | -------------------- | -------------------- | -------------------- | -------------------- |
| 07:30                | 08:25                | 09:25                | 10:20                | 12:10                | 13:30                |
| 14:45                | 16:00                | 17:15                | 18:05                | 18:55                | 19:45                |
| 20:45                | 21:45                |                      |                      |                      |                      |
| 星期日及公眾假期     |                      |                      |                      |                      |                      |
| 07:30                | 08:20                | 09:05                | 09:45                | 10:30                | 11:20                |
| 12:10                | 13:00                | 13:50                | 14:40                | 15:30                | 16:20                |
| 17:10                | 18:00                | 18:50                | 19:45                | 20:45                | 21:45                |

| 石門甲開         | 石門甲開   | 石門甲開   | 石門甲開   | 石門甲開   | 石門甲開   |
| 星期一至六       | 星期一至六 | 星期一至六 | 星期一至六 | 星期一至六 | 星期一至六 |
| ---------------- | ---------- | ---------- | ---------- | ---------- | ---------- |
| 07:00            | 07:25      | 07:55      | 08:00      | 08:50      | 09:50      |
| 10:45            | 11:30      | 12:35      | 14:00      | 15:15      | 16:30      |
| 17:40            | 18:30      | 19:20      | 20:15      | 21:15      | 22:15      |
| 星期日及公眾假期 |            |            |            |            |            |
| 07:55            | 08:45      | 09:30      | 10:15      | 10:55      | 11:45      |
| 12:35            | 13:25      | 14:15      | 15:05      | 15:55      | 16:45      |
| 17:35            | 18:25      | 19:15      | 20:15      | 21:15      | 22:15      |

- 藍字班次不經黃龍坑道，並不停赤鱲角新村分站。

## 收費
34(S)
全程：$4.9
- 逸東邨往石門甲／東涌市中心：$3.6（只適用於34線）

| - 12歲以下小童及65歲或以上長者乘搭本線可獲半價優惠。 - 65歲或以上長者以八達通（包括「樂悠咭」）乘搭本線亦可享有車資折扣，應繳車費如上方所示，或可向車長查詢。 - 持有當日有效「大嶼通」或「大澳通」乘車證之乘客，上車時向車長出示有效乘車證，可乘搭本線。 - 65歲或以上長者使用長者或個人八達通（包括「樂悠咭」）繳付車資，均可享有每程$2.0或長者優惠車費（以較低者為準）的票價優惠；12歲以下合資格殘疾兒童使用「殘疾人士身份」個人八達通繳付車資，均可享有每程$2.0或半價（以較低者為準）的票價優惠；12至64歲合資格殘疾人士使用「殘疾人士身份」個人八達通，以及60至64歲香港居民使用「樂悠咭」繳付車資，均可享有每程$2.0或全費（以較低者為準）的票價優惠。 - 乘客可以現金或八達通於上車時付款，不設找續。 - 每位成人乘客可免費攜帶最多兩名4歲以下而不佔座位的兒童乘客乘車，超額之4歲以下小童必須繳付小童車費乘車。 - 新大嶼山巴士全職員工及家屬（不包括外判職員）可免費乘搭本路線，惟必須出示職員證或家屬證。 - 乘客亦可使用AlipayHK「易乘碼」、支付寶及WeChatHK／微信支付「搭車碼」繳付車資。乘客使用此支付方式，將不能享有與其他嶼巴路線之轉乘優惠、「公共交通費用補貼計劃」及「長者及合資格殘疾人士公共交通票價優惠計劃」；而使用WeChatHK／微信支付「搭車碼」亦不能享有小童／長者半價優惠。 |

## 使用車輛
因黃龍坑道及石門甲道路面狹窄，以及石門甲道地地勢陡斜及刮底影響，此路線只能夠使用小型巴士行走。嶼巴目前使用3輛豐田Coaster（TCM01-03）單層空調小巴行走。由於受到黃龍坑道及石門甲道的路面限制，使本線不能使用低地台巴士行走，令本路線為香港唯一完全無法使用低地台巴士的專營巴士路線。
逢星期日及公眾假期，冠忠巴士於日間會安排一輛小型巴士（一般為豐田Coaster）停泊在東涌總站，有需要時作為本線及36線的臨時加班車使用。

## 行車路線
- 東涌達東路巴士總站開經：達東路、順東路、裕東路、松仁路、逸東街、逸東邨公共交通總站、逸東街、松仁路、東涌道、黃龍坑道、東涌道及石門甲道。
- 石門甲開經：石門甲道、東涌道、黃龍坑道、東涌道、松仁路、逸東街、逸東邨公共交通總站、逸東街、松仁路、裕東路、順東路及達東路。

### 沿線車站

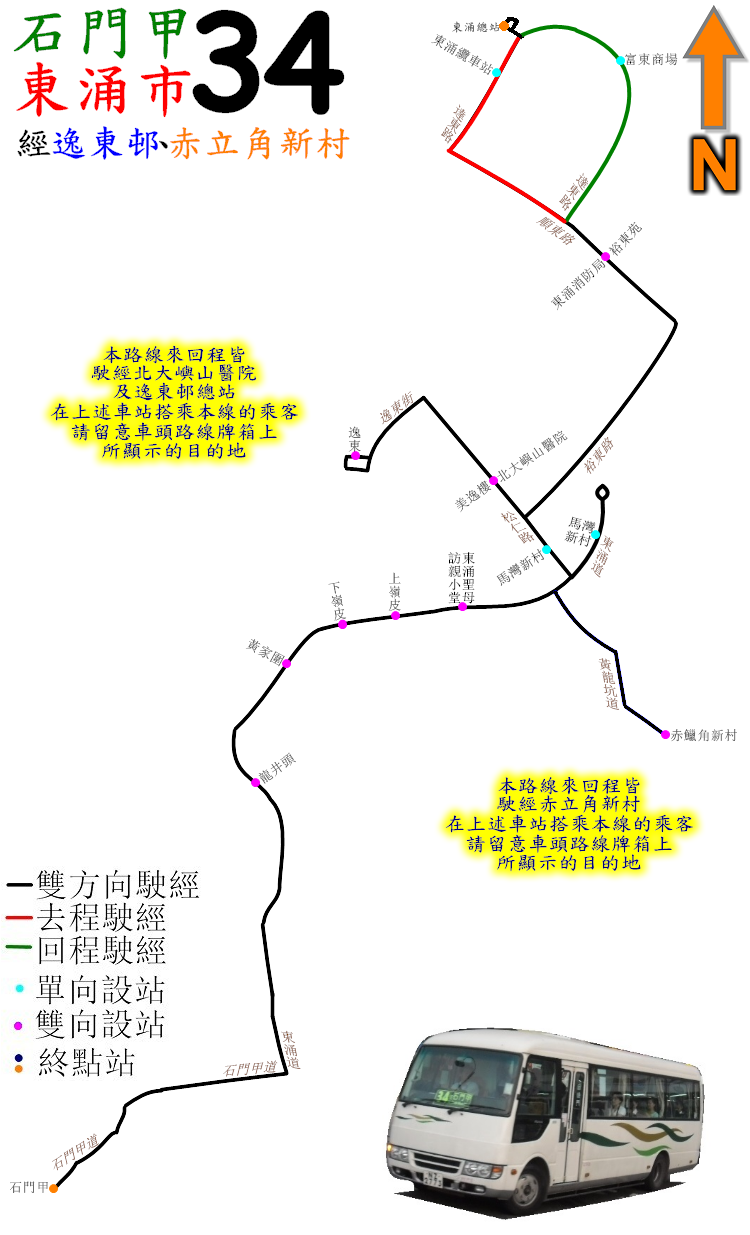
此線的走線圖

| 東涌達東路巴士總站開 | 東涌達東路巴士總站開 | 東涌達東路巴士總站開 | 石門甲開 | 石門甲開             | 石門甲開           |
| 序號                 | 車站名稱             | 位置                 | 序號     | 車站名稱             | 位置               |
| -------------------- | -------------------- | -------------------- | -------- | -------------------- | ------------------ |
| 1                    | 東涌達東路巴士總站   | 東涌達東路巴士總站   | 1        | 石門甲               | 石門甲巴士總站     |
| 2                    | 富東商場             | 達東路               | 2        | 石門甲村             | 石門甲道           |
| 3                    | 裕東苑               | 順東路               | 3        | 石門甲道             | 東涌道             |
| 4                    | 北大嶼山醫院（北行） | 松仁路               | 4        | 龍井頭               | 東涌道             |
| 5                    | 逸東邨               | 逸東邨公共交通總站   | 5        | 黃家圍               | 東涌道             |
| 6                    | 北大嶼山醫院（南行） | 松仁路               | 6        | 下嶺皮               | 東涌道             |
| 7                    | 裕泰苑               | 東涌道               | 7        | 上嶺皮               | 東涌道             |
| 8                    | 赤鱲角新村           | 黃龍坑道             | 8        | 東涌鄉事委員會       | 東涌道             |
| 9                    | 東涌鄉事委員會       | 東涌道               | 9        | 赤鱲角新村           | 黃龍坑道           |
| 10                   | 上嶺皮               | 東涌道               | 10       | 馬灣新村             | 松仁路             |
| 11                   | 下嶺皮               | 東涌道               | 11       | 北大嶼山醫院（北行） | 松仁路             |
| 12                   | 黃家圍               | 東涌道               | 12       | 逸東邨               | 逸東邨公共交通總站 |
| 13                   | 龍井頭               | 東涌道               | 13       | 北大嶼山醫院（南行） | 松仁路             |
| 14                   | 石門甲村             | 石門甲道             | 14       | 東涌消防局           | 順東路             |
| 15                   | 石門甲               | 石門甲巴士總站       | 15       | 東涌纜車站           | 達東路             |
|                      |                      |                      | 16       | 東涌達東路巴士總站   | 東涌達東路巴士總站 |